# Joachim Wambsganß
Joachim Wambsganß (* 1961 in Landau in der Pfalz) ist ein deutscher Astrophysiker. Er ist Professor am Astronomischen Rechen-Institut der Universität Heidelberg und Direktor des Zentrums für Astronomie der Universität Heidelberg (ZAH). Wambsganß ist ein Experte für Kosmologie, Gravitationslinsen und Röntgenastronomie.

## Leben
Nach seinem Studium (1981–1987) der Astronomie und Physik in Heidelberg und München, das er mit einer Dissertation über den Mikrolinseneffekt (englisch Gravitational Microlensing) abschloss, wirkte Wambsganß von 1990 bis 1992 an der Princeton University. Danach forschte er am Max-Planck-Institut für Astrophysik in Garching sowie am Astrophysikalischen Institut Potsdam. Im Jahre 1999 wurde er Professor an der Universität Potsdam, 2004 wurde er an die Universität Heidelberg berufen. Im Wintersemester 2008/2009 arbeitete er als Paczynski Visiting Professor an der Princeton University, im Sommersemester 2013 wurde ihm die Schrödinger Gastprofessur am Pauli Center for Theoretical Physics in Zürich zuerkannt, das gemeinsam von der ETH und der Universität Zürich getragen wird.
Wambsganß gehört wissenschaftlichen Vereinigungen wie der American Astronomical Society, der Astronomischen Gesellschaft sowie der Deutschen Physikalischen Gesellschaft an. Er engagiert sich auch im Rahmen der Kinderuniversität. Seit November 2014 ist er Mitglied im Rat für Informationsinfrastrukturen.
Wambsganß beschäftigt sich auch mit der Suche nach extrasolaren Planeten und der Frage, ob es im Universum erdähnliche Planeten gibt, auf denen gar Leben möglich wäre.

## Auszeichnungen
- 2006: Der Asteroid (19162) Wambsganss wurde nach ihm benannt
- 2008: Paczynski Visiting Professor, Department of Astrophysical Sciences, Princeton University
- 2013: Schrödinger Visiting Professor, Pauli Center for Theoretical Physics, ETH und Universität Zürich
- 2014: Werner und Inge Grüter-Preis für Wissenschaftsvermittlung
- 2017: Präsident der Astronomischen Gesellschaft
- 2017: Georg-Kerschensteiner-Preis
- 2024: Copernicus-Preis

## Veröffentlichungen (in Auswahl)

### Bücher
- als Herausgeber und einer der Autoren: Universum für alle: 70 spannende Fragen und kurzweilige Antworten. Springer, Berlin, 2013, 440 Seiten. In der Reihe Spektrum Sachbuch. ISBN 978-3-8274-3053-3. (Die von April bis Juli 2011 in Heidelberg, Peterskirche, gehaltenen 70 Vorträge sind im Buch jeweils mit ihren Filmaufzeichnungen im Verlagskanal verlinkt (kostenfrei, meist 16–20 Min. Dauer). Dort eine Inhaltsliste.)
- Himmlisches in Büchern: Astronomische Schriften und Instrumente aus sechs Jahrhunderten (mit Maria Effinger). Universitätsverlag Winter, Berlin Heidelberg 2009, ISBN 978-3-8253-5681-1.
- Gravitational Lensing: Strong, Weak and Micro: Saas-Fee Advanced Course 33 (mit Peter Schneider und Chris Kochanek). Springer, Berlin Heidelberg 2006, ISBN 978-3-540-30309-1.
- Singularity Theory and Gravitational Lensing (mit Arlie O. Petters und Harold Levine). Birkhäuser, Basel 2001, ISBN 978-0-8176-3668-5.

### Artikel
- Hydrogen-helium-diffusion in solar models. In: Astronomy and Astrophysics. Band 205, Nr. 1/2, 1988, S. 125–128, (Digitalisat).
- mit Bohdan Paczyński, Peter Schneider: Interpretation of the microlensing event in QSO 2237 + 0305. In: The Astrophysical Journal. Part 2: Letters. Band 358, 1990, S. L33–L36, (Digitalisat).
- Discovering galactic planets by gravitational microlensing: magnification patterns and light curves. In: Monthly Notices of the Royal Astronomical Society. Band 284, Nr. 1, 1997, S. 172–188, (Digitalisat).
- Gravitational lensing as a universal astrophysical tool. In: Reinhard E. Schielicke (Hrsg.): Astronomical instruments and methods at the turn of the 21st century (= Reviews in Modern Astronomy. 12). Astronomische Gesellschaft, Hamburg 1999, ISBN 3-9805176-2-4, S. 149–166, (Digitalisat).